# Scolichthys
Scolichthys ist eine zwei Arten umfassende Gattung der lebendgebärenden Zahnkarpfen. Die Verbreitung der Arten ist auf einige Flussoberläufe im guatemaltekischen Departamento Alta Verapaz beschränkt.

## Merkmale
Es handelt sich um klein bleibende Vertreter der lebendgebärenden Zahnkarpfen. Die größere Art, Scolichthys greenwayi, erreicht eine Länge von bis zu 5 cm, Scolichthys iota wird maximal 3,5 cm groß. In beiden Arten bleiben die Männchen deutlich kleiner als weibliche Tiere. Gattungstypisch ist ein dornförmiger Fortsatz an der Spitze des Gonopodiums.

## Verbreitung
Beide Arten wurden bisher nur in Guatemala im Departamento Alta Verapaz nachgewiesen. Scolichthys greenwayi besiedelt die Oberläufe des Río Chixoy. Scolichthys iota ist nur aus dem Río Chajmayic bekannt.

## Systematik
Die Fische ähneln im Erscheinungsbild den Mitgliedern des Tribus Cnesterodontini mit den Gattungen Cnesterodon, Phalloceros und Phallotorynus, die aber nur aus dem südöstlichen Südamerika bekannt sind. Wegen dieser geografischen Isolation stellte Rosen in seiner Erstbeschreibung die Gattung in einen eigenen Tribus Scolichthyini. Molekulargenetische Untersuchungen legen nah, dass Scolichthys eng mit Carlhubbsia verwandt ist.

## Arten
Die Gattung Scolichthys umfasst folgende zwei Arten:
- Scolichthys greenwayi Rosen, 1967 (Greenways Kärpfling)
- Scolichthys iota Rosen, 1967